# Nejdek (zámek)
Zámek Nejdek stojí nedaleko centra města Nejdek, v Karlovarské ulici.

## Historie
Na počátku 17. století byl Šliky vystavěn v Nejdku renesanční zámek, který nahradil zdejší hrad. V roce 1623 se dostal do držení Černínů z Chudenic, přičemž Heřman a Humprecht Černínové jej nechali v letech 1650–1653 upravit, a po nich jej vlastnili Hartigové. V roce 1786 za Johanna Nepomuka Hartiga prošel rozšířením, dalších úprav se dočkal v roce 1841. Dne 26. června 1857 vypukl na zámku požár. Díky velkému úsilí při hasičském zásahu shořela jenom střecha, avšak stropy místností prohořely a zdi hrozily zřícením, proto musely být strženy.
Tehdejší majitel Nejdku, baron Jindřich Kleist, nechal zámek obnovit ve stylu novobaroka s prvky novorenesance a novogotiky. Novorenesanční podobu zámek získal v roce 1889 za továrníka Mořice z Königswarteru, který 14. listopadu 1893 zemřel. Dědicem se stal jeho syn baron Heřman z Königswarteru. Ten v únoru 1908 prodal nejdecké panství Českému církevnímu fondu a později bylo převzato Československou republikou. Od května 1909 byl zámek ve vlastnictví Severoněmecké česárny vlny a přádelny česané příze. Tímto přešlo panství do vlastnictví novodobé velkoprůmyslové mocnosti.
Budova zámku sloužila dlouhá léta po roce 1909 k obytným účelům, a to až do roku 1950, kdy byl objekt využíván jako domov výchovy mládeže (nejdříve jako pobočka Výchovného ústavu mládeže v Kostomlatech, později šlo o samostatný ústav). V roce 1966 byl ústav přestěhován do Nové Role. Následně budovu využívala Nejdecká česárna vlny (Přádelny česané příze) jako výpočetní středisko, a to až do počátku devadesátých let 20. století, kdy ji převzala firma ZPA. Po ní se vlastníkem stala společnost Woodrol.